# Damiano Quintieri
Damiano Quintieri (Cosenza, 4 maggio 1990) è un calciatore italiano, centrocampista del Trebisacce.

## Carriera
Inizia la carriera nel settore giovanile dell'Inter Logus Tarsia, dove rimane fino al 2004, anno in cui si trasferisce all'Inter.
Dopo aver giocato per tre anni nel settore giovanile neroazzurro e per un anno alla Pro Sesto è passato al Pisa, con cui nella stagione 2008-2009 ha giocato una partita in Serie B. Dopo il fallimento della società toscana si è accasato al Montichiari, con cui ha giocato 23 partite in Serie D, contribuendo alla promozione in Lega Pro Seconda Divisione della squadra bresciana. In seguito è passato al Valle Grecanica, sempre in Serie D, lasciando la squadra dopo 5 partite.
Nel gennaio 2012 ha firmato un contratto triennale con il Kalju Nomme, club della massima serie estone. Nella sua prima stagione ha contribuito con 8 reti in 30 presenze alla vittoria del campionato. Nel corso della stagione ha anche esordito nelle coppe europee giocando 2 partite nei preliminari di Europa League.
L'anno successivo cambia ruolo, da centrale di centrocampo diventa trequartista e realizza 9 reti in 33 partite, venendo premiato come miglior centrocampista del campionato e realizzando anche 7 reti in 7 partite nella Coppa di Lega.
L'anno seguente ha invece esordito in Champions League, nei cui turni preliminari ha segnato 3 reti in 4 presenze, uno dei quali decisivo per il passaggio del turno contro i finlandesi dell'HJK Helsinki; la sua squadra, dopo l'eliminazione dalla competizione per mano dei cechi del Viktoria Plzen, ha poi disputato l'ultimo turno preliminare di Europa League, nel quale Quintieri ha giocato entrambe le partite disputate dalla sua squadra, che ha fallito l'accesso alla fase a gironi. Dopo aver chiuso con 10 reti in 31 presenze il campionato del 2013, rimane nella squadra anche per la successiva stagione; gioca da titolare entrambe le partite dei preliminari di Europa League del 3 e 10 luglio 2014 contro i norvegesi del Fram, concluse con il passaggio del turno della sua squadra. Gioca quindi da titolare anche nella partita del successivo 17 luglio contro i polacchi del Lech Poznan, sconfitti per 1-0 in Estonia, e conclude la stagione con 11 reti in 36 partite.
Nel 2016 gioca nuovamente nel Kalju Nõmme, segnando altre 3 reti in 24 presenze in campionato, oltre a giocare una partita in Supercoppa e 6 partite nei turni preliminari della UEFA Europa League 2016-2017 e 2 partite di campionato con la squadra riserve, nella seconda divisione estone; il 30 giugno 2017 torna dopo 5 anni in Italia, accasandosi ai liguri dell'Argentina, impegnati nel campionato di Serie D, nel quale gioca 3 partite senza mai segnare. Nell'ottobre del 2020 viene tesserato dai calabresi dello Spezzano, militanti in Prima Categoria.

## Statistiche

### Presenze e reti nei club
Statistiche aggiornate al 30 gennaio 2017.
| Stagione           | Squadra            | Campionato         | Campionato | Campionato | Coppe nazionali | Coppe nazionali | Coppe nazionali | Coppe europee | Coppe europee | Coppe europee | Altre coppe | Altre coppe | Altre coppe | Totale | Totale | Totale |
| Stagione           | Squadra            | Comp               | Pres       | Reti       | Comp            | Pres            | Reti            | Comp          | Pres          | Reti          | Comp        | Pres        | Reti        | Pres   | Reti   |        |
| ------------------ | ------------------ | ------------------ | ---------- | ---------- | --------------- | --------------- | --------------- | ------------- | ------------- | ------------- | ----------- | ----------- | ----------- | ------ | ------ | ------ |
| 2008-2009          | Pisa               | B                  | 1          | 0          | -               | -               | -               | -             | -             | -             | -           | -           | -           | 1      | 0      |        |
| 2009-2010          | Montichiari        | D                  | 23         | 0          | -               | -               | -               | -             | -             | -             | -           | -           | -           | 23     | 0      |        |
| 2010-2011          | Valle Greganica    | D                  | 5          | 0          | -               | -               | -               | -             | -             | -             | -           | -           | -           | 5      | 0      |        |
| 2012               | Kalju Nõmme        | ML                 | 24         | 9          | CE              | 7               | 6               | UEL           | 2             | 0             | SE          | 1           | 0           | 34     | 15     |        |
| 2013               | Kalju Nõmme        | ML                 | 30         | 4          | CE              | 3               | 4               | UCL+UEL       | 4+2           | 3+0           | -           | -           | -           | 39     | 11     |        |
| 2014               | Kalju Nõmme        | ML                 | 14         | 1          | CE              | 1               | 2               | UEL           | 4             | 0             | -           | -           | -           | 20     | 2      |        |
| 2016               | Kalju Nõmme        | ML                 | 24         | 3          | CE              | 1               | 0               | UEL           | 6             | 0             | SE          | 1           | 0           | 32     | 3      |        |
| 2016               | Kalju Nõmme II     | EL                 | 2          | 0          | -               | -               | -               | -             | -             | -             | -           | -           | -           | 2      | 0      |        |
| Totale Kalju Nõmme | Totale Kalju Nõmme | Totale Kalju Nõmme | 92         | 17         |                 | 12              | 12              |               | 18            | 3             |             | 2           | 0           | 124    | 32     |        |
| gen.-giu. 2017     | Argentina Arma     | D                  | 3          | 0          | -               | -               | -               | -             | -             | -             | -           | -           | -           | 3      | 0      |        |
| Totale carriera    | Totale carriera    | Totale carriera    | 123        | 17         |                 | 12              | 12              |               | 18            | 3             |             | 2           | 0           | 155    | 32     |        |

## Palmarès

### Club

#### Competizioni nazionali
- Campionato italiano Serie D: 1

Montichiari: 2009-2010
- Campionato estone: 1

Kalju Nomme: 2012